# Orde van Karel XIII

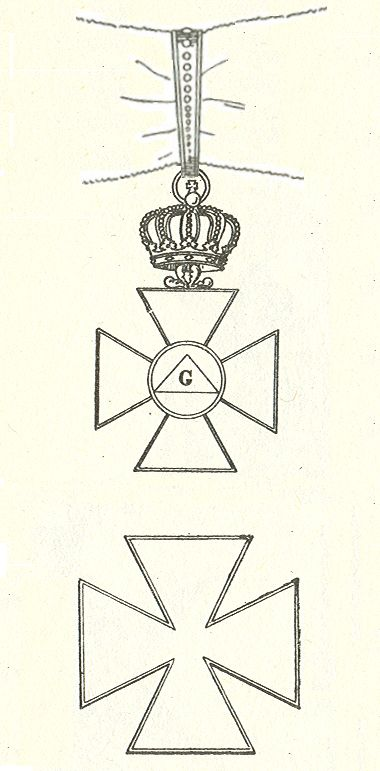
Kleinood en borstkruis

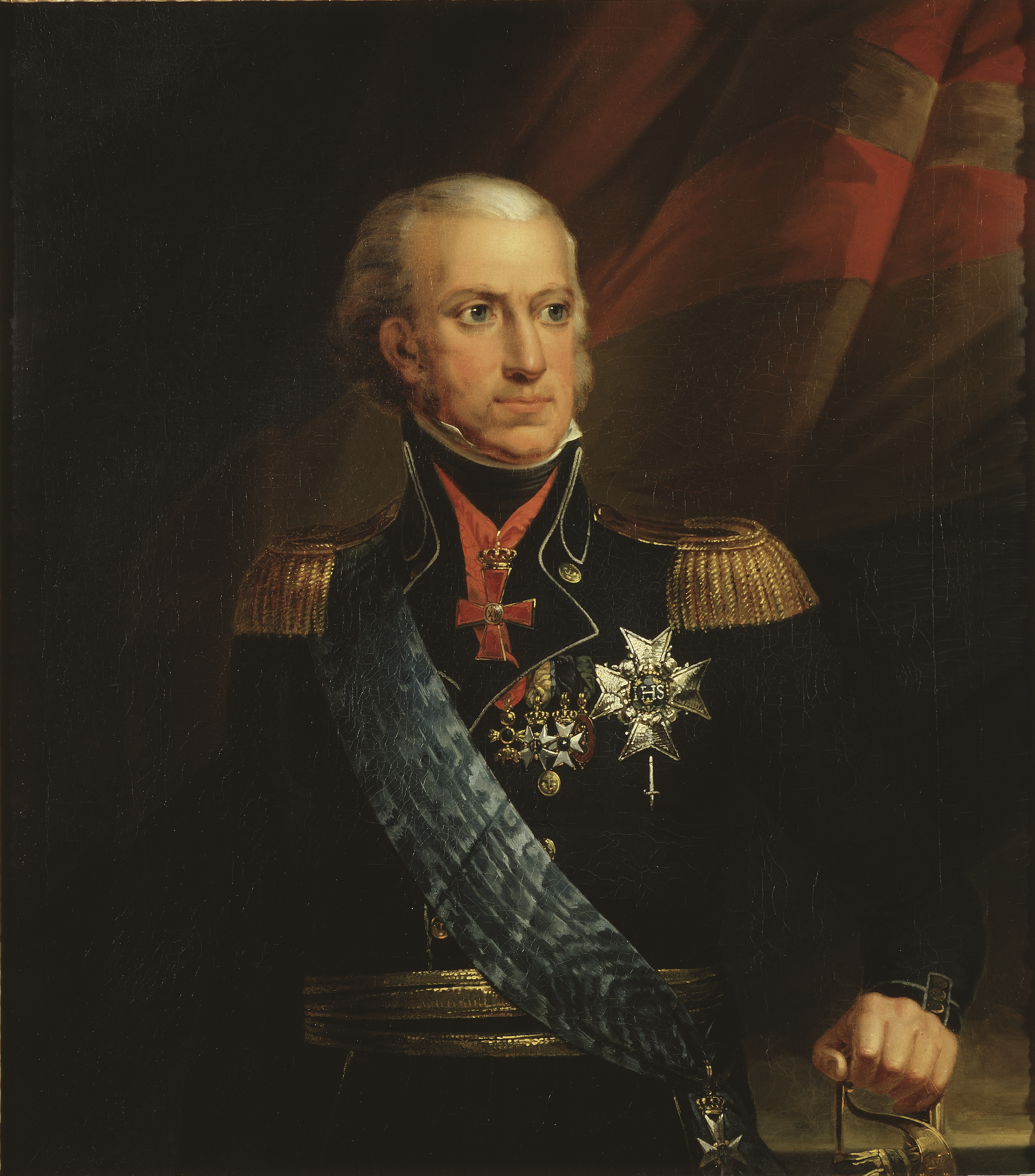
De stichter draagt hier zijn "rode lint" om de hals

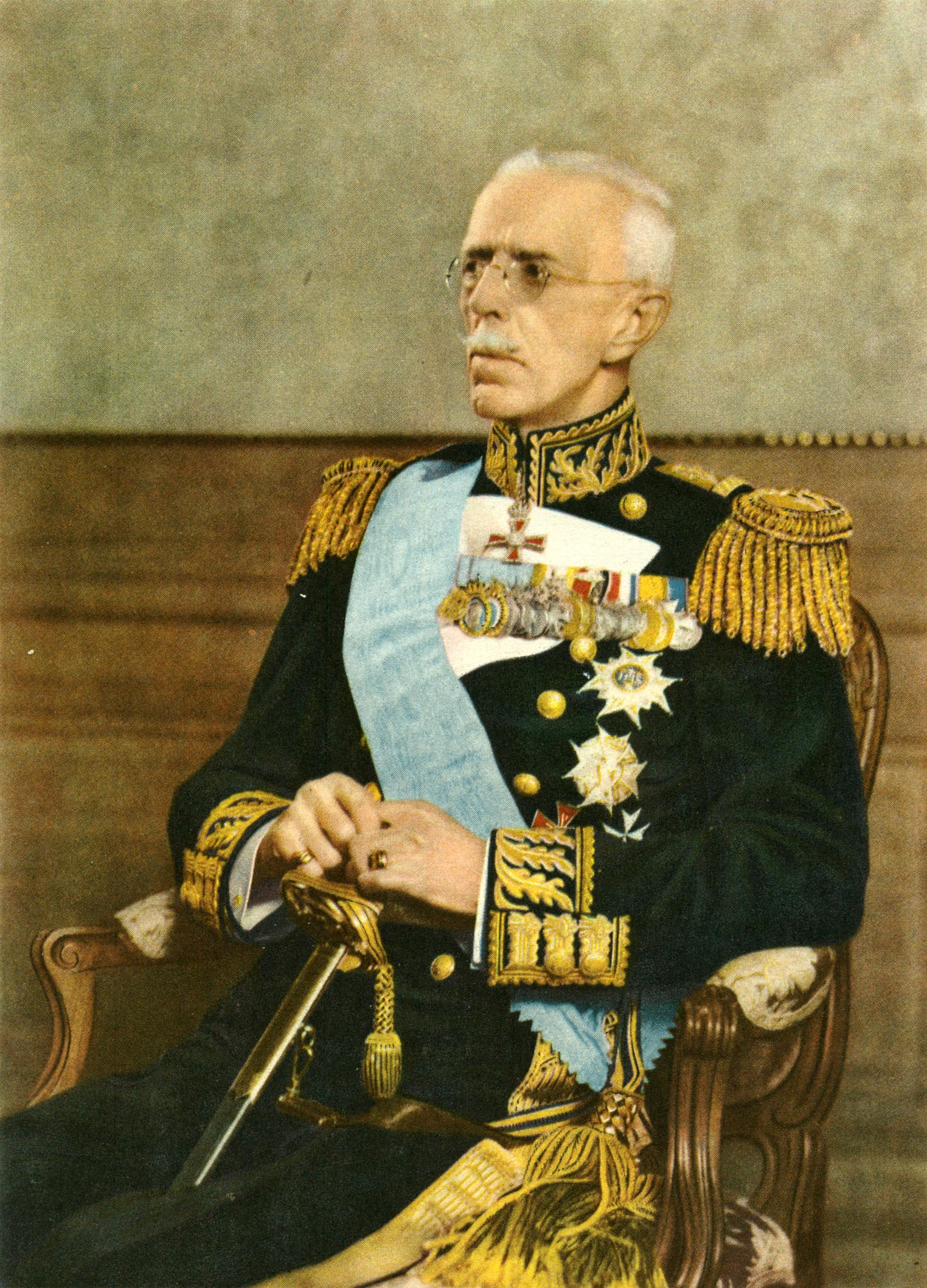
Gustaaf V van Zweden met een afwijkend kruis op de borst

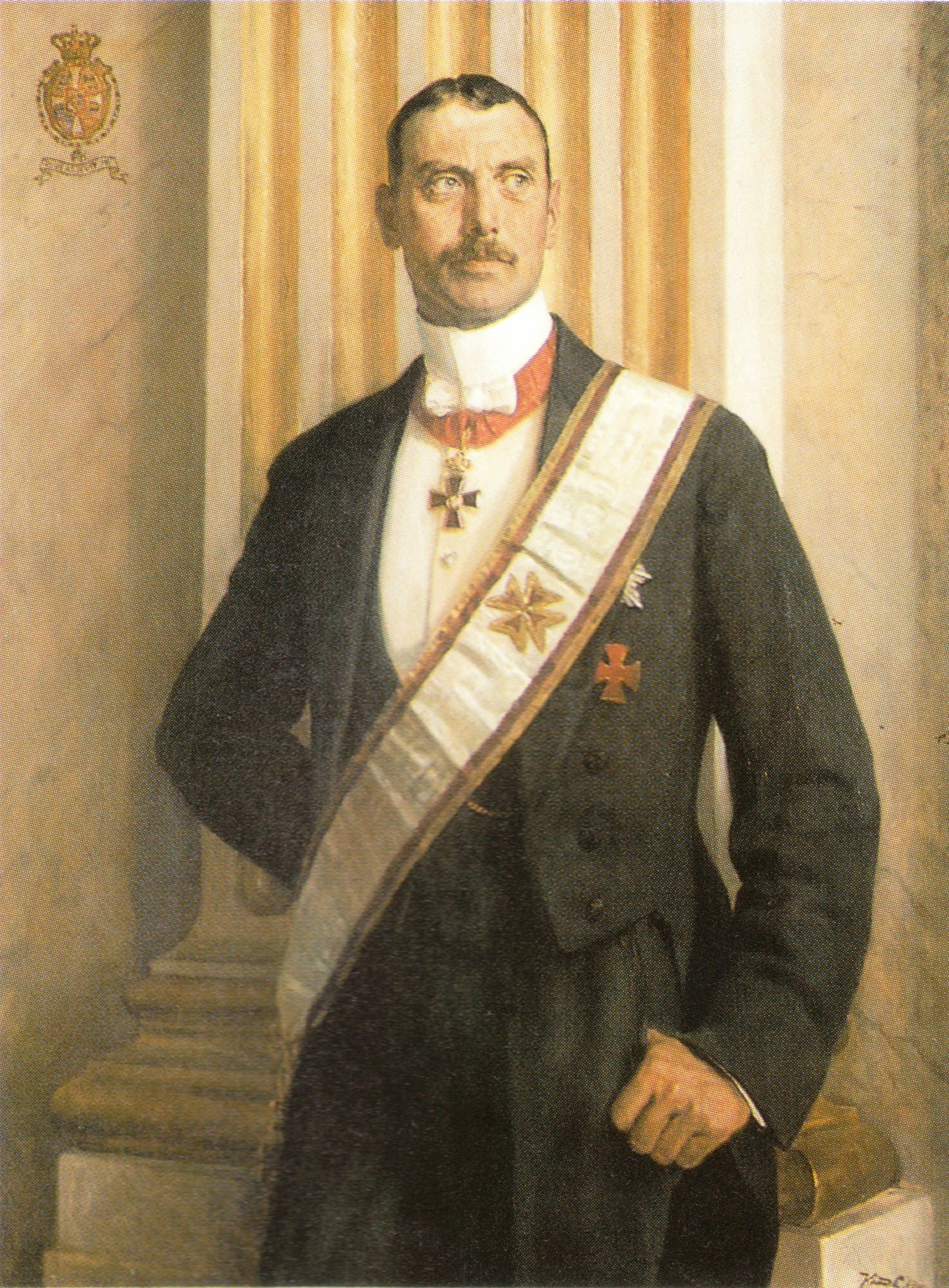
Koning Christiaan X van Denemarken met de Orde van Karel XIII en vrijmetselaarssymbolen

Koning Karel XIII van Zweden en Noorwegen stichtte deze Orde van Karel XIII (Zweeds: "Carl XIII:s orden") op 27 mei 1811. De orde moest de leden van de Zweedse vrijmetselaarslogen "opmonteren om liefdadige activiteiten te ontwikkelen" en "burgerdeugd belonen".  In het Zweeds heet dat "til uppmuntran och belöning för medborgerliga och välgörande bemödanden til nödlidandes och allmänt gagn".
De koning van Zweden is de "Heer en Meester" van deze orde.  De leden ontvangen volgens Gritzner een ridderslag, maar worden "leden" genoemd.
De orde heeft niet meer dan 30 leden, waarvan drie tot de geestelijke stand moeten behoren. De Zweedse prinsen worden, zo zij lid worden, niet in dit getal meegerekend.  De 27 andere leden zijn gekozen uit de hoogste graden van de in Zweden zeer invloedrijke en aan het koningshuis verbonden vrijmetselarij.  Zij moeten — Zweden heeft een staatskerk — ook protestanten zijn.
De "Zweedse rite" is een variant op de Schotse rite en men noemt het kapittel van de Orde van Karel XIII wel het bestuur van deze Zweedse organisatie.
De nieuwe leden worden op "Karlsdag", de 28e januari, wanneer de orde in kapittel bijeenkomt, gekozen en drie maanden later geridderd.  De orde werd door de Zweedse koningen en prinsen veel gedragen.
Men draagt het kleinood "en sautoir".  In 1822 werd de orde met een borstkruis uitgebreid.
De klassieke vrijmetselarij is voorbehouden aan mannen en dat is in Zweden ook tot op de dag van heden zo gebleven. Er zijn daarom geen vrouwelijke leden.
Het gouden kleinood en het lint zijn robijnrood. Het medaillon is wit met een gouden driehoek, waarop in iets donkerder goud de letter "G" prijkt.  Het gouden borstkruis is ook robijnrood, maar daarop zijn geen versieringen aangebracht.